# Équipe de France des moins de 16 ans de football
Cet article traite uniquement de l'équipe de France masculine U16. Pour l'équipe féminine, voir Équipe de France féminine de football des moins de 16 ans
Maillots
L'équipe de France de football des moins de 16 ans abrégée en U16, est constituée par une sélection des meilleurs joueurs français de seize ans et moins sous l'égide de la FFF.
Dans une saison sportive, la sélection U16 dispute une quinzaine de matches internationaux, avec des temps forts que sont le tournoi du Val-de-Marne en octobre-novembre et le Mondial de Montaigu en mars-avril.

## Histoire
L'équipe de France scolaires est créée en 1972. Elle est d'abord gérée conjointement par la FFF et l'ASSU. Dans les années 1980 et 1990, cette sélection est appelée « juniors B2 », « cadets première année », ou « moins de 15 ans ».
Jusqu'en 1996, cette sélection est réservée aux joueurs atteignant au plus 15 ans à la fin de la saison : ainsi pour la saison 1995-1996 par exemple, ne sont éligibles que les joueurs nés après le 1er août 1980.
Depuis 1996, seuls les joueurs fêtant leurs 16 ans à partir du 1er janvier de la saison en cours sont éligibles. Cette année-là, la FFF anticipe en effet le changement de limite d'âge qui prendra effet pour l'Euro des moins de 16 ans 1998, et décide de rendre sélectionnables tous les joueurs nés après le 1er janvier 1981.
En 2001, la sélection nationale 15 ans est renommée "moins de 16 ans". Il s'agit d'un changement purement lexical, les règles d'éligibilité restant les mêmes.
L'équipe de France des moins de 16 ans ne dispute que des matches ou tournois amicaux. Elle a remporté à neuf reprises le Tournoi de Montaigu et à huit reprises le Tournoi du Val-de-Marne.
Fin octobre 2015, les Bleuets de Lionel Rouxel remporte le tournoi du Val-de-Marne pour la treizième fois en 17 éditions, grâce une meilleure différence de buts que le Japon. À Pâques 2017, la France perd en finale du Tournoi de Montaigu. En avril 2018, absente de la finale du Mondial U16 de Montaigu pour la première fois en quatre ans, la France s'incline (1-0) face à l'Angleterre dans le match pour la troisième place. En 2019, la France finit à la septième place à Montaigu.

## Détection
Jusqu'au début des années 2010, la détection s'opère par une compétition entre ligues régionales : la Coupe nationale des minimes, renommée Coupe nationale des 14 ans en 1997 puis Coupe nationale U15 en 2010. En 2014 la Coupe nationale est remplacée par des compétitions Interligues, dont les 100 à 120 meilleurs joueurs participent en juin à un rassemblement à Clairefontaine, connu sous le nom de « détection nationale U15 ».

## Palmarès
- Tournoi du Val de Marne (8)
  - Vainqueur : 1999, 2000, 2001, 2002, 2004, 2005, 2010, 2011
- Tournoi de Montaigu (11)
  - Vainqueur : 1976, 1977, 1983, 1996, 1997, 1998, 2001, 2005, 2006, 2024 et 2025
- Tournoi de Salerne (1)
  - Vainqueur : 2002
- Bora Ozturk Cup (1)
  - Vainqueur : 2001
- Tournoi triangulaire international (1)
  - Vainqueur : 2000 en Suisse
- Aegean Cup (4)
  - Vainqueur : 2009, 2010, 2011, 2012

- UEFA Youth Development Tournament (1)
  - Vainqueur : 2024

## Personnalités

### Sélectionneurs
- 1972-1975 : Michel Hidalgo, assisté de Jean Dufour (ASSU)
- 1976-1977 : Georges Boulogne, assisté de Jean Dufour (ASSU)
- 1982-1983 : Jean-Pierre Morlans, assisté d'Henri Michel et Jean Marion[9]
- 1987-1988 : Jean-François Jodar, assisté de François Blaquart
- 1989-1990 : Henri Émile
- 1991-1992 : Henri Émile et Guy Ferrier
- 1992-1994 : Henri Émile et Luc Rabat
- 1994-1995 : Henri Émile (Juniors B2 moins de 15 ans) et Luc Rabat (Scolaires)
- 1995-1996 : Henri Émile jusqu'en décembre, puis Claude Dusseau
- 1996-1997 : Jean-Pierre Morlans, assisté de Guy Ferrier (adjoint)
- 1997-1998 : Patrice Bergues, assisté de Luc Rabat (adjoint)
- 1998-1999 : Claude Dusseau et Guy Stéphan
- 1999-2000 : Jean-François Jodar, Jean-Claude Lafargue (adjoint)
- 2000-2001 : Luc Rabat
- 2001-2002 : Pierre Mankowski. Passage du nom « 15 ans » au nom « Moins de 16 ans ».
- 2002-2003 : François Blaquart jusqu'en avril 2003, puis Philippe Bergerôo (intérim en juin 2003)[10]
- 2003-2004 : René Girard
- 2004-2005 : Luc Rabat
- 2005-2006 : François Blaquart (2de fois)
- 2006-2007 : Francis Smerecki
- 2007 - 2008 : Philippe Bergerôo (2de fois)
- 2008 - 2009 : Guy Ferrier
- 2009 - 2010 : Patrick Gonfalone
- 2010 - 2011 : Jean-Claude Giuntini
- 2011 - 2012 : Patrick Gonfalone (2de fois)
- 2012 - 2014 : Jean-Claude Giuntini (2e fois). Interim de Ludovic Batelli en avril-mai 2014.
- 2014 - 2015 : Laurent Guyot
- 2015 - 2017 : Lionel Rouxel
- 2017 - 2018 : Jean-Claude Giuntini (3e fois)
- 2018 - 2019 : José Alcocer
- 2019 - 2020 : Lionel Rouxel (2e fois)
- 2020 - 2021 : José Alcocer (2e fois)
- 2021 - 2022 : Jean-Luc Vannuchi
- 2022 - 2023 : José Alcocer (3e fois)
- 2023 -  : Lionel Rouxel (3e fois)

## Équipe de France minimes
Une équipe de France minimes, créée en 1976 à l'occasion du Tournoi de Montaigu, existait jusque dans les années 1990. Elle était aussi aussi appelée « juniors C ». Elle ne disputait qu'un nombre restreint de matches, le plus souvent en fin de saison après la Coupe nationale des minimes. Elle correspondrait aujourd'hui à la catégorie U15.